# Rivoluzione antiburocratica
La Rivoluzione antiburocratica (in serbo Антибирократска револуција traslitterato Antibirokratska revolucija) è stato un processo politico svoltosi nelle Repubbliche di Serbia e Montenegro e nelle provincie di Kosovo e Voivodina della Repubblica Socialista Federale di Jugoslavia tra il 1988 e il 1989 contro la leadership comunista al potere.
Il presidente della Serbia Slobodan Milošević aveva iniziato una politica improntata sul nazionalismo serbo. La propaganda trasmetteva l'immagine che i serbi fossero "vittime della Jugoslavia" e che il tutto, fosse cominciato dagli anni dov'era al potere il maresciallo Tito che, sempre secondo la narrazione nazionalista serba, avrebbe impostato la Jugoslavia appositamente per frammentare e dividere il popolo serbo (alcune nutrite comunità serbe erano presenti in Bosnia e Croazia e in minor parte in Kosovo) e che i serbi erano a "rischio di genocidio". Ciò infiammò gli animi dei nazionalisti serbi più accaniti condito da un ampio consenso popolare. Nel 1988 iniziarono così le prime manifestazioni "di solidarietà" (come vennero inizialmente definite) prima a Belgrado per poi arrivare in Kosovo, Voivodina e Montenegro, il cui scopo segreto, era quello di espandere l'egemonia serba alle altre repubbliche. Le manifestazioni riuscirono nel loro intento facendo cadere i governi comunisti al potere accusati di corruzione e malgoverno, che furono sostituiti da esecutivi filo-serbi fedeli a Milošević. In Kosovo, la comunità albanese si ribellò alla nuova leadership serba tendente ad abolire la storica autonomia concessa da Tito nel dopoguerra. Nel febbraio 1989 i minatori kosovari indissero una sciopero per chiedere il ritorno della precedente leadership albanese. A Belgrado ci furono forti manifestazioni a sostegno dell'intervento serbo in Kosovo teso a ripristinare l'ordine. Così le autorità serbe imposero uno "stato di emergenza" nella regione e inviarono i carri armati sopprimendo nel sangue la rivolta.
La reazione delle altre repubbliche a ciò che stava accendendo in Kosovo si fece presto sentire: il presidente della RS Slovenia Milan Kučan condannò fermamente le azioni di Belgrado e supportó i minatori nelle loro azioni. Si iniziò anche ad ipotizzare la secessione della Slovenia dalla Jugoslavia.
Nel 1990 la costituzione della RS Serbia venne emendata causando la perdita definitiva della storica autonomia di Kosovo e Voivodina e la loro diretta annesione alla Serbia.